# Petamella fallax
Petamella fallax är en insektsart som beskrevs av Giglio-tos 1907. Petamella fallax ingår i släktet Petamella och familjen gräshoppor. Inga underarter finns listade i Catalogue of Life.